# Aphaenogaster atlantis
Aphaenogaster atlantis é uma espécie de inseto do gênero Aphaenogaster, pertencente à família Formicidae.